# Takanoyama Shuntarō
Takanoyama Shuntarō (隆の山 俊太郎), de son vrai nom Pavel Bojar, est un lutteur de sumô né à Prague le 21 février 1983. C'est le premier Tchèque à devenir sportif professionnel au Japon. Il a atteint la troisième division (Makushita) en 2004, mais en raison de son faible gabarit pour un sumôtori (1,85 m, 96 kg), il eut du mal à vaincre régulièrement ses adversaires, et ce malgré ses qualités. Il a néanmoins accédé à la deuxième division du classement (Jūryō) en mai 2011, puis deux mois plus tard, à la suite d'un bon tournoi en Juryô, à la première division.

## Carrière
Bojar pratiquait le judo en république tchèque avant de s'intéresser au sumô, un sport très populaire dans ce pays plus que dans aucun autre pays européen avec 10 clubs et plus de 600 membres. Il fut entrainé par Jaroslav Poříz, le président de l'association tchèque de sumo. Après avoir gagné une médaille de bronze au championnat du monde junior de sumo à Tokyo en 2002, il fut accepté à l'école Naruto, une heya à Chiba dirigée par l'ancien yokozuna Takanosato. Après avoir passé avec succès l'examen physique, il fit ses débuts officiels en novembre 2001. Il reçut alors le shikona (nom de combattant) de Takanoyama, ce qui signifie "noble montagne". Il accéda à la quatrième division du classement, ou sandanme, en janvier 2003, et la troisième, makushita, en mars 2004. Il redescendit dans la sandanme après seulement deux tournois, mais remonta dans la makushita en mars 2005, et resta à ce niveau pendant six ans, incapable d'accéder au rang supérieur sekitori.
Takanoyama était surtout freiné par sa difficulté à prendre du poids. Sa taille de 1,85 m et son poids de 90 kg lui donnait un indice de masse corporelle de 26.3, ce qui n'est pas un surpoids. Il fut ainsi l'un des rares lutteurs de sa division à peser moins de 100 kg. En novembre 2008, il monta au rang de makushita 13, battant ainsi son précédent record de makushita 15 de novembre 2005, puis il monta à makushita 9 en janvier 2009. Lors du tournoi de juillet, il eut un bilan de 5 victoires pour 2 défaites, dont une victoire contre l'ancien maegashira Ryūhō Masayoshi, ce qui lui permit d'accéder au niveau de makushita 4 en septembre 2009. Il eut un autre bon bilan de 5-2 en mai 2010, qui incluait une victoire contre Jūmonji Tomokazu et une contre Hōchiyama Kōkan. En janvier 2011, son bilan de 6-1 lui permit de monter au niveau de makushita 2. Pendant le "tournoi d'examen technique" de mai, son bilan de 5-2 lui garantit sa promotion dans la deuxième division du classement, ou Jūryō pour juillet. Lorsque le banzuke (annonce des niveaux de chaque lutteur) fut publié le 27 juin, Takanoyama était au no 5 ouest, le dixième rang le plus élevé dans la division de 26 hommes. Cela lui a pris 57 tournois depuis ses débuts professionnels pour accéder au rang de jūryō, la plus lente progression des combattants étrangers après le brésilien Wakaazuma. 
Il réussit son parcours en tant que jūryō, remportant sept de ses huit premiers combats et finissant avec un bilan de 10-5.
Il prend sa retraite en juillet 2014 après s'être blessé lors du Nagoya basho et déclare son intention de rentrer en République tchèque.

## Style de combat

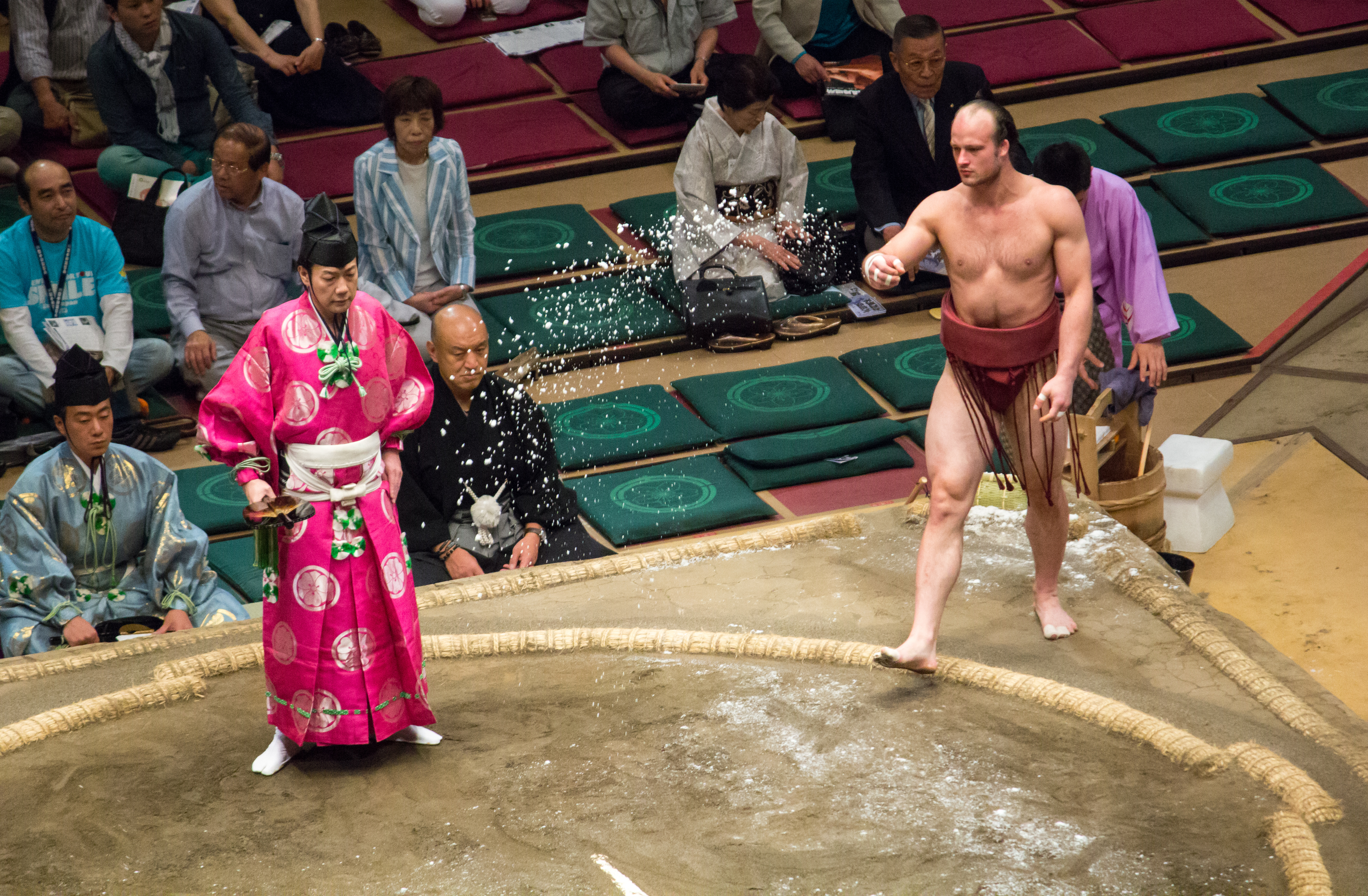
Takanoyama Shuntarō, mai 2014.

À cause de son poids léger, Takanoyama utilise principalement le lancer pour battre des adversaires beaucoup plus lourds que lui. Son coup gagnant le plus fréquent est uwatenage (jeté à bout de bras) suivi par shitatenage (jeté sous les aisselles) et kakenage (jeté avec accrochage intérieur de la cuisse). Il pratique un sumô varié, comptabilisant 40 techniques différentes depuis ses débuts.

## Vie personnelle
Takanoyama devint sekitori en même temps qu'il passa la barre des 100 kg, il attribue cela à Naruto Oyakata (la femme du maître de l'école Naruto) qui lui faisait des plats spéciaux et des collations pendant la nuit. Pour approfondir sa connaissance de la culture japonaise, il regarde des dramas historiques et lit des mangas durant son temps libre. Il est père d'une petite fille.